# Светозар Огњановић
Светозар Ф. Огњановић (Тител, 1869 — Нови Сад, 1927) био је српски књижар и издавач.

## Живот и дело
Рођен је 9. марта 1869. године у Тителу, а школовао се у Новом Саду. Већ са 11 година почео је да ради као шегрт код код књижара Луке Јоцића, где је 15 година изучавао књижарски занат. Када је одлучио да се осамостали, отворио је 1894. године у Сремским Карловцима књижару под називом "Вук Стефановић Караџић". 
Након смрти Арсе Пајевића, угледног новосадског књижара, Огњановић је 1906. године преузео његов посао и убрзо се и сам показао као предузимљив издавач и књижар. Наставио је издавачки рад којим се бавио Арса Пајевић, што се може видети у богатим огласима и радним листовима на којима је у заглављу писало: Издавачка књижарница Светозара Ф. Огњановића, пређе А. Пајевића у Новом Саду. 
Издавао је током балканских ратова 1912-1913. године "Илустровану ратну кронику". Појавио се затим његов лист "Нови српски век". За време Првог светског рата, његову богато опремљену књижару опљачкала је мађарска војска, при чему су спаљене поједине скупоцене збирке књига. Издавао је током 1917. хумористички лист Стођаво. Након рата, Огњановић је наставио да се успешно бави књижарством, а његова књижара постала је место окупљања културних радника и бројних чланова његове позајмне библиотеке.
Током својег дугогодишњег рада, Светозар Огњановић дао је велики допринос развоју књижарства у Новом Саду. Издао је више од 300 књига из разних области, али и велики број музикалија, разгледница и дописница. Умро је 1927. године у Новом Саду.